# El Corozo
El Corozo är en ort i Mexiko.   Den ligger i kommunen Salto de Agua och delstaten Chiapas, i den sydöstra delen av landet, 800 km öster om huvudstaden Mexico City. El Corozo ligger 89 meter över havet och antalet invånare är 236.
Terrängen runt El Corozo är kuperad söderut, men norrut är den platt. Runt El Corozo är det ganska glesbefolkat, med 38 invånare per kvadratkilometer. Närmaste större samhälle är Salto de Agua, 8,7 km väster om El Corozo. Trakten runt El Corozo består till största delen av jordbruksmark.